# Kanton Brome
Der Kanton Brome (ursprüngliche Schreibweise: Kanton Brohme, auch Canton Brohme, auch Kanton Nettgau) war eine Verwaltungseinheit im Königreich Westphalen. Der Kanton bestand von Dezember 1807 bis November 1808 und ging danach zu großen Teilen im Kanton Jübar auf. Nach der Verwaltungsgliederung von 1807 gehörte er zum Distrikt Salzwedel des Departements der Elbe. Kantonshauptort (chef lieu) war Brome (Landkreis Gifhorn) in Niedersachsen, und etwas später noch Nettgau (Altmarkkreis Salzwedel, Sachsen-Anhalt).

## Geschichte
Mit dem Frieden von Tilsit musste Preußen neben anderen Landesteilen auch die Altmark abtreten. Am 18. August 1807 wurde die Altmark Teil des neu geschaffenen Königreichs Westphalen. Noch 1807 wurde eine Verwaltungsreform in den Gebieten des neuen Königreichs angeschoben. Die Altmark bildete zusammen mit anderen vorher preußischen Gebieten (Herzogtum Magdeburg), dem Amt Calvörde (Fürstentum Braunschweig-Wolfenbüttel) und kleineren sächsischen Landesteilen das neugeschaffene Departement der Elbe, das sich in vier Distrikte (Magdeburg, Neuhaldensleben, Stendal und Salzwedel) gliederte. Nach dem Verzeichniß der Departements, Districte, Cantons und Communen des Königreichs vom 24. Dezember 1807 untergliederte sich der Distrikt Salzwedel in 15 Kantone (cantons), darunter der Kanton Brome. Zum Kanton Brome gehörten neun Gemeinden (abweichende Originalschreibweisen der Ortsnamen kursiv):
- Brome (Brohme), Kantonshauptort (chef-lieu)
- Altendorf mit Wendischbrome (Wendisch-Brohme)
- Gladdenstedt, Dorf, mit Nettgau, Groß Wismar und Klein Wismar, Neuenstall (Neustall), Mellin, Neue Mühle und Heydau (Forsthaus, existiert nicht mehr, Lage:)
- Hanum (Hahnum), Dorf, mit Jübar (Jubar) und Lüdelsen (Lüddessen)
- Köbbelitz, Dorf, mit Döllnitz (Dollnitz), Lupitz und dem Haus Neuekrug (in Kusey aufgegangen)
- Kusey, Dorf, mit Röwitz (Rowitz)
- Germenau (Gommerau), Dorf, mit Kunrau (Cunrau)
- Neuferchau, Dorf, mit Altferchau, Schwarzendamm und Jahrstedt
- Böckwitz, Dorf, mit Steimke

Die Eingliederung von Altendorf und Brome sowie Kusey und Röwitz (Amt Klötze) in den Kanton Brohme des Königreichs Westphalen war zu diesem Zeitpunkt rechtswidrig, da diese Orte zum Kurfürstentum Braunschweig-Lüneburg (oder Kurfürstentum Hannover) gehörten, das zu diesem Zeitpunkt noch nicht vom Königreich Westphalen annektiert war, sondern unter französischer Verwaltung stand. Im sechsten Band (Holland und Westphalen) der Neueste(n) Länder-und Völkerkunde: Ein geographisches Lesebuch für alle Stände von 1808 wird der Kanton Brohme als Kanton Nettgau bezeichnet. Als Kantonshauptort ist dort Nettgau angegeben, das 69 Einwohner (!) hatte. Nach diesem Werk hatte der Kanton Nettgau (vormals Brohme) 1376 Einwohner.
Im November 1808 wurde der Kanton Brome wieder aufgelöst und der Kanton Jübar geschaffen, der nun die Orte des aufgelösten Kantons Brome aufnahm, und die tatsächlich zu diesem Zeitpunkt auch zum Königreich Westphalen gehörten. Erst nach der formellen Annexion des Kurfürstentums Hannover im März 1810 wurde auch Brome und Altendorf eingegliedert, allerdings nicht als Kantonshauptort, sondern als Gemeinde im neu geschaffenen Kanton Wittingen. Das Amt Klötze (darunter Kusey und Röwitz) wurde insgesamt in den Kanton Jübar eingegliedert.
Nach der Auflösung des Königreichs Westphalen im Oktober 1813 kam Brome mit Altendorf, Döllnitz, Kusey und Röwitz (Amt Klötze) wieder an das Kurfürstentum Hannover, das sich 1814 selbst zum Königreich Hannover proklamierte. Das Amt Klötze (u. a. mit den genannten Orten Döllnitz, Kusey und Röwitz) kamen in einem Gebietsaustausch zum 1. Januar 1816 an Preußen. Döllnitz, Kusey und Röwitz kamen zum neugegründeten Landkreis Gardelegen. Böckwitz, Germenau, Gladdenstedt, Hanum, Köbbelitz und Neuferchau wurden wieder dem Landkreis Salzwedel zugewiesen. Am 30. Oktober 1813 wurde eine provisorische Provinzialregierung für das Fürstentum Lüneburg (zu dem auch Brome und Altendorf gehörten) eingesetzt. Später kamen die beiden Orte zur Landdrostei Lüneburg.